# 无梗拉拉藤
无梗拉拉藤（学名：Galium smithii）为茜草科拉拉藤属下的一个种。

## 扩展阅读
- 維基物種上的相關：无梗拉拉藤